# Roberto Pavoni
Roberto Pavoni (Romford, Inglaterra, 22 de marzo de 1991) es un nadador olímpico inglés, retirado, especialista en estilo mariposa y estilo combinado. Fue olímpico tras participar en Londres 2012 en las pruebas 200 metros mariposa, 400 metros estilos.
Durante el Campeonato Europeo de Natación de 2014 se proclamó subcampeón de Europa en 400 metros estilos y bronce en 200 metros estilos.
Un año después, durante el Campeonato Europeo de Natación en Piscina Corta de 2015 volvió a ganar la medalla de plata en la prueba de 400 metros estilos.
El 27 de febrero de 2017 anunció su retirada como nadador para empezar su carrera como entrenador.

## Palmarés internacional
| Campeonato Europeo de Natación                  | Campeonato Europeo de Natación | Campeonato Europeo de Natación | Campeonato Europeo de Natación |
| Año                                             | Lugar                          | Medalla                        | Prueba                         |
| ----------------------------------------------- | ------------------------------ | ------------------------------ | ------------------------------ |
| 2014                                            | Berlín ( Alemania)             | Medalla de plata               | 400 m estilos                  |
| 2014                                            | Berlín ( Alemania)             | Medalla de bronce              | 200 m estilos                  |
| Campeonato Europeo de Natación en Piscina Corta |                                |                                |                                |
| 2015                                            | Netanya ( Israel)              | Medalla de plata               | 400 m estilos                  |